# 末吉竹二郎
末吉 竹二郎（すえよし たけじろう、1945年1月3日 - ）は、日本の国際金融アナリスト。

## 人物・来歴
鹿児島県出身。ラ・サール中学校・高等学校、東京大学経済学部卒業。
三菱銀行入行後、三菱銀行ニューヨーク支店長、東京三菱銀行取締役、東京三菱銀行信託会社（ニューヨーク）頭取、日興アセットマネジメント時代に、ドイツ銀行のマイケル・ホルツ専務に出会い、国連環境計画・金融イニシアチブ（UNEP FI）特別顧問(Special Advisor to UNEP-FI)として活動するようになった。
タレントの末吉里花は娘。

### 略歴
- 1967年 - 東京大学経済学部卒業。三菱銀行入行。
- 1996年 - 東京三菱信託銀行（ニューヨーク）頭取。
- 1998年 - 日興アセットマネジメント副社長を務めて、2002年に退社。
- 2003年 - 国連環境計画・金融イニシアチブ（UNEP FI）特別顧問
- 2005年4月 - 「みのもんたの朝ズバッ!」にコメンテーターとして出演（2005年度は火曜日、2006年度以降は月曜日）。
- 2006年7月 - 「ブロードキャスター」にアンカーマンとして出演。
- 2011年8月 - 自然エネルギーの推進を掲げて孫正義により設立された公益財団法人自然エネルギー財団の副理事長に就任。